# Elsa Oblitas Roselio
Elsa Oblitas Roselio (Catavi, 1966 - Barcelona, 7 de noviembre de 2017) fue una sindicalista y promotora cultural hispanoboliviana.
Se tituló en Ingeniería agrónoma, y trabajó en Bolivia y en la Unión Soviética. En 1995 se trasladó a Barcelona, donde formó parte de la Mesa en Defensa de los Derechos de las Trabajadoras del Hogar, Limpieza y Cuidado de Personas y colaboró con el Centro de Información para Trabajadores Extranjeros y con Comisiones Obreras de Cataluña. Fundó diversas entidades, como el Centro Boliviano Catalán, el Ballet Tinkuna y el Grupo de mujeres Libélulas, orientado a promocionar la cultura boliviana. También se licenció en Diseño y moda, creando prendas de vestir que incorporaba el estilo tradicional de las cholas bolivianas.

## Reconocimientos
El 18 de diciembre de 2017, pocas semanas después de su muerte y coincidiendo con el Día Internacional de la Persona Migrante, fue recordada en un acto conjunto del consistorio barcelonés y de la Generalidad de Cataluña. Oblitas fue una de las personalidades homenajeadas por el Ayuntamiento de Barcelona en la campaña Ciudad de Mujeres, en marzo de 2023. También se ha pedido bautizar una calle con su nombre.